# Poitou-Charentes
Poitou-Charentes từng là một vùng của nước Pháp, bao gồm bốn tỉnh: Charente, Charente-Maritime, Deux-Sèvres, Vienne. Thủ phủ của vùng này là thành phố Poitiers. Từ ngày 1 tháng 1 năm 2016, lãnh thổ này trở thành bộ phận của vùng mới Nouvelle-Aquitaine.